# Larcovo muzeum
Larcovo muzeum (Museo Larco) je soukromé muzeum předkolumbovského umění ve čtvrti Pueblo Libre v Limě v Peru. Muzeum se nachází v bývalém sídle peruánských místokrálů z 18. století. Chronologicky řazená výstava poskytuje důkladný přehled o pěti tisících let peruánské předkolumbovské historie. Muzeum je známé také svou sbírkou předkolumbovské erotické keramiky.

## Dějiny

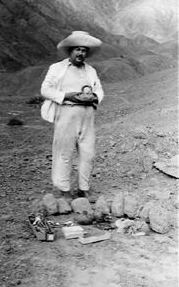
Rafael Larco Hoyle během vykopávek roku 1935

V roce 1925 Rafael Larco Herrera získal sbírku nádobí, insignií, šperků a dalších archeologických předmětů od svého švagra Alfreda Hoyla. Bylo jich asi 600. To podnítilo sběratelské nadšení v něm a v jeho synovi Rafaelu Larcovi Hoyleovi. Brzy poté Larco Herrera přenechal sbírku synovi, a tyto předměty se staly zárodkem budoucího muzea.
V roce 1937 Victor Larco Herrera, zakladatel prvního muzea v Limě, pobídl Larca Hoyla, aby v Limě založil nové muzeum, které by uchovávalo archeologické památky, neustále přibývající z ilegálních vykopávek.

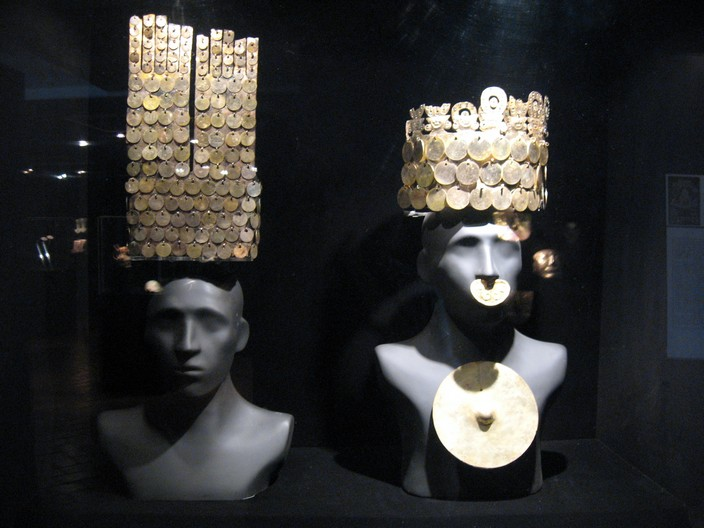
Panovnické koruny

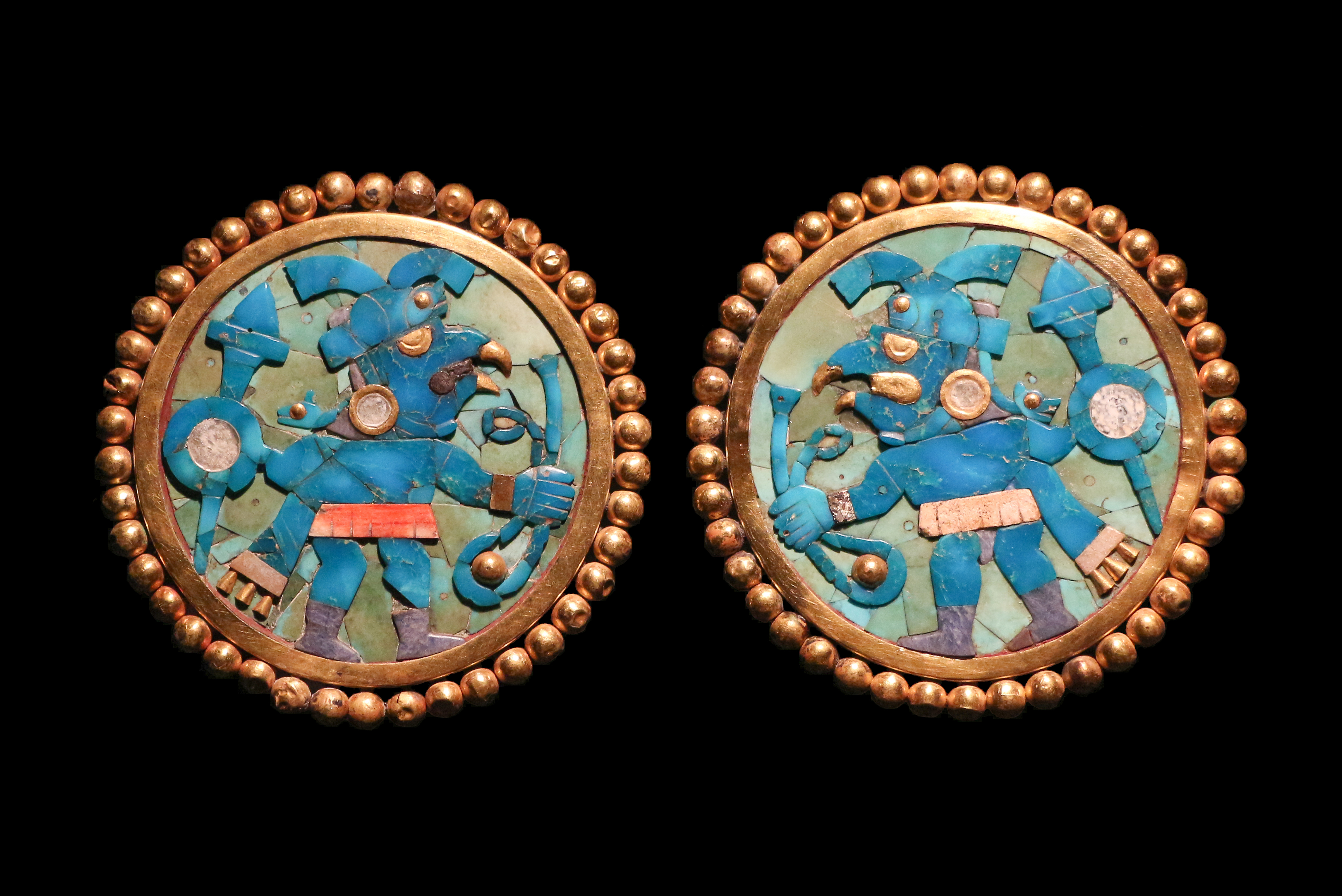
Náušnice (Náušnice Močiků)

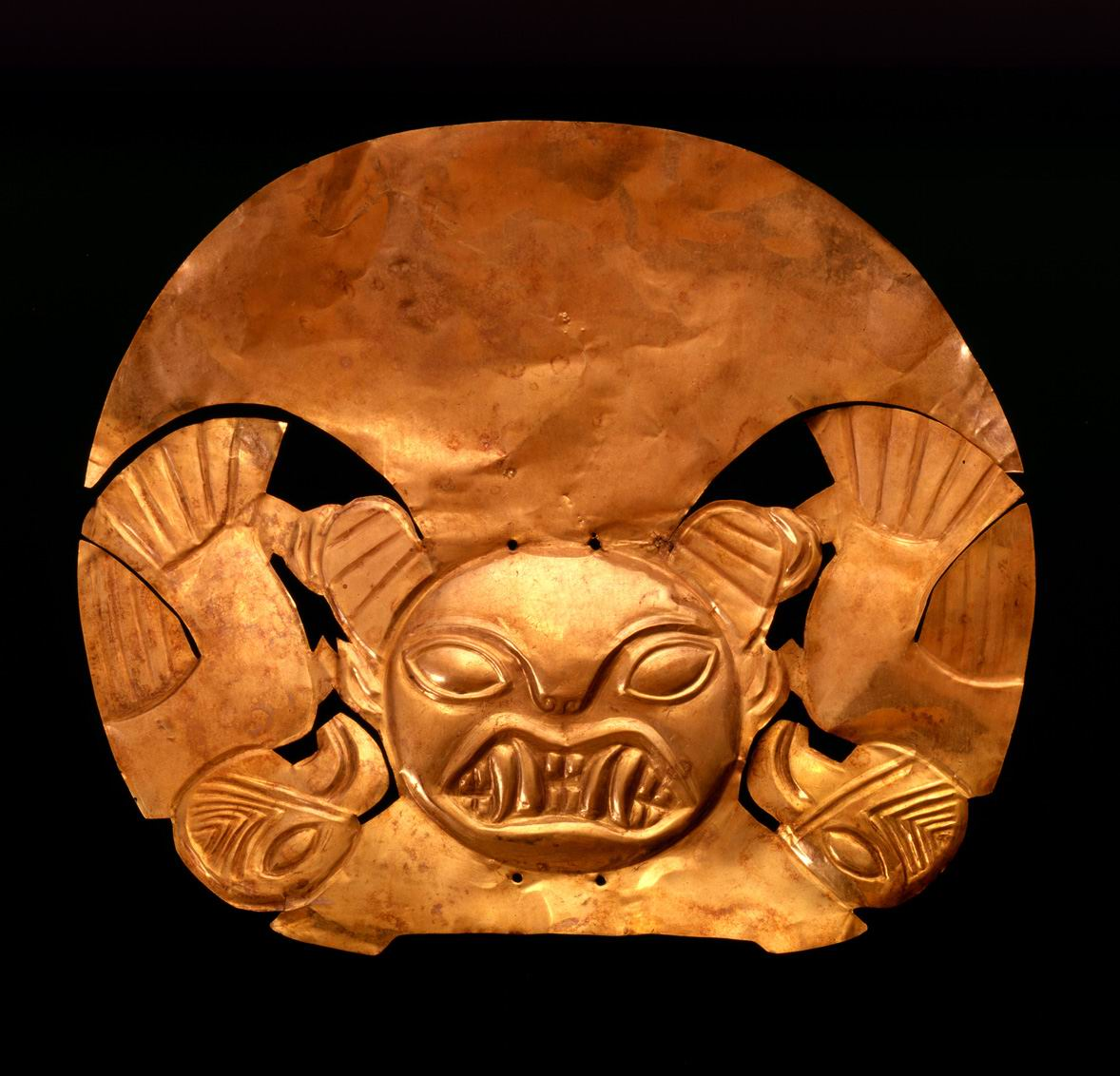
Terč s gryfy z čelenky Močiků

Larco Hoyle proto vytvořil muzeum, které pokračovalo v otcově odkazu a pomáhalo řešit také aktuální zisky policie z loupeží památek v archeologických lokalitách. Larco Hoyle dále koupil dvě velké sbírky: 8000 kusů od Roye a 6000 kusů od Carranzy. Skoupil také několik malých sbírek v Chicamském údolí, Trujillu, Virú a Chimbote. Během jediného roku se sbírky značně rozrostly a byla instalována výstava v malém domku na statku Chiclín. Dne 28. července 1926, v Den výročí nezávislosti Peru, bylo muzeum otevřeno pro veřejnost jako Museo Arqueológico Rafael Larco Herrera.
Larcovo muzeum nyní zapůjčuje část sbírek do svého dceřiného muzea, Muzea předkolumbovského umění (Museo de Arte Precolombino) v Cuscu.

### Stálá expozice
Muzeum má několik stálých a putovních výstav. Galerie zlata a stříbra představuje vedle známějšího pokladu Inků druhou největší sbírku šperků předkolumbovského Peru. Zahrnuje kolekci rekonstruovaných panovnických korun, náhrdelníků, náušnic, nosních ozdob, součástí oděvů, masek a váz, jemně zpracovaných ve zlatě a zdobených polodrahokamy, mozaikou či inkrustací. Starověké a středověké peruánské kultury zobrazovaly svůj každodenní život také v keramice, a galerie keramického nádobí s figurálními motivy obsahuje největší sbírku erotické keramiky na světě.
Galerie peruánské předkolumbovské kultury obsahuje exponáty z období tří tisíciletí. Je chronologicky uspořádaná a poskytuje návštěvníkům ucelený pohled na rozmanité kultury, které existovaly v předkolumbovském Peru. Je rozdělena do čtyř oblastí: Severní pobřeží, Střed, Jih a kultury z Peruánské vysočiny.
Další oddělení galerie ukazují například kamenné předměty, kovové předměty a textilie.

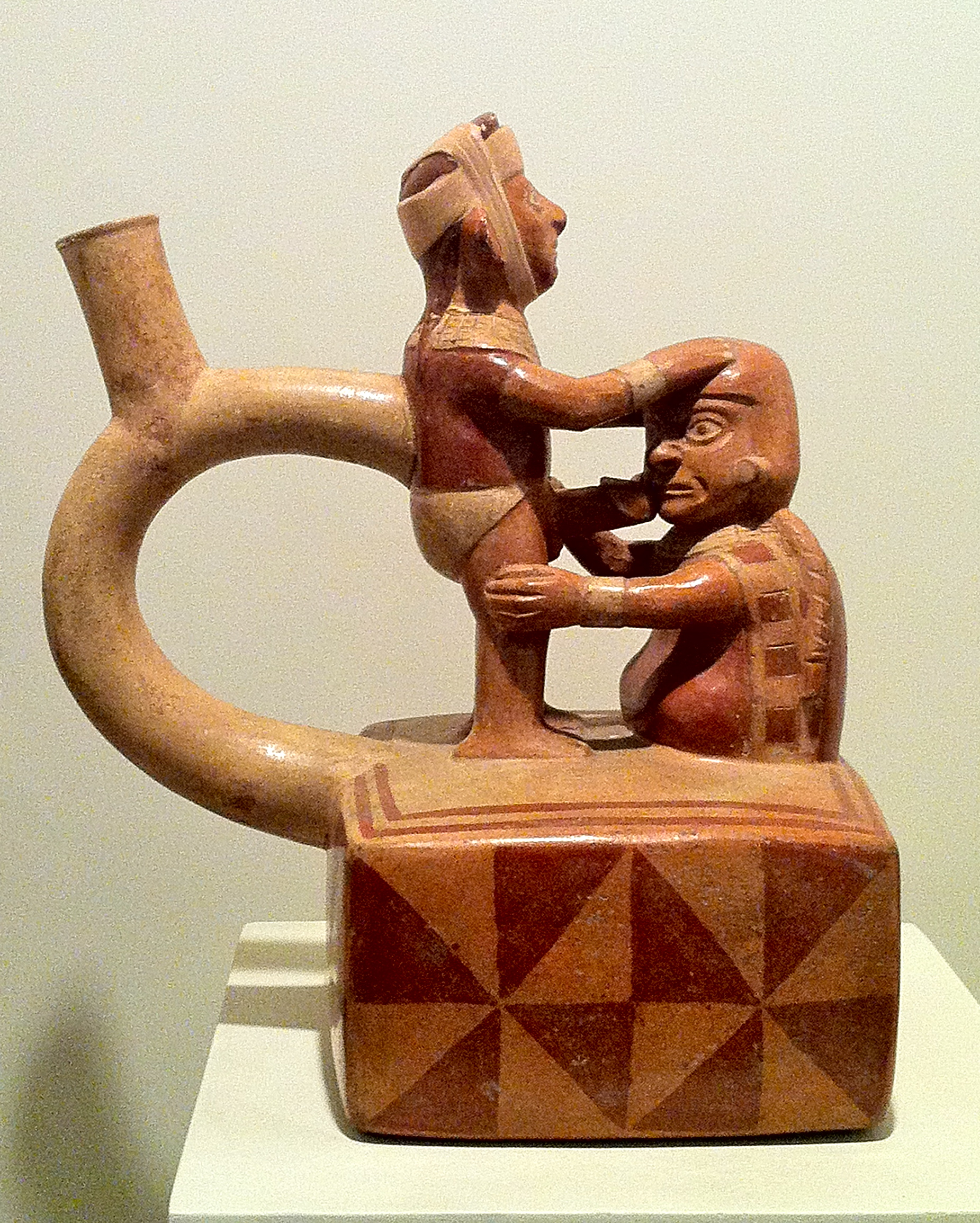
Předkolumbovská keramika národa Huaců zobrazující felaci.

Galerie předkolumbovské erotické keramiky obsahuje výběr archeologických předmětů nalezených Rafaelem Larco Hoylem v 60. letech 20. století, během jeho výzkumu peruánské předkolumbovské erotické keramiky, který publikoval v knize Checan (1966).